# یوری سمنیوک
یوری سمنیوک (اوکراینی: Юрій Семенюк؛ زادهٔ ۱۲ مهٔ ۱۹۹۴) بازیکن والیبال اهل اوکراین است.